# オンドレイネペラトロフィー
オンドレイネペラトロフィー（英語: Ondrej Nepela Trophy）は、スロバキアで開かれるフィギュアスケートの国際大会。スロバキアフィギュアスケート協会が主催する。

## 概要
大会名はスロバキア出身の名選手オンドレイ・ネペラにちなむ。
1993年から、オンドレイネペラメモリアル（英語: Ondrej Nepela Memorial）として男女シングルとアイスダンスでの開催が始まった。1996年の大会よりペアも実施され、現在はシニアの男女シングルとペア、アイスダンスで争われる。2003年大会と2006年大会はペアとアイスダンスは実施されず、男女シングルのみとなった他、2005年大会はペアのみ実施されなかった。
2008年大会までブラチスラヴァで開催されていたが、2009年はピエシュチャニでの開催となった。近年は国際スケート連盟のシーズンカレンダーに掲載され、例年秋に開催されている。
2012年大会からはオンドレイネペラトロフィーに大会名が変わった（2015年まで）。
2014年から、国際スケート連盟が主催するISUチャレンジャーシリーズに組み込まれている。
2016年大会からは、「オンドレイネペラトロフィー」という名称が地方組織委員会によって既に使用されていることを受け、 SFSA（スロバキアフィギュアスケート協会）は再びオンドレイネペラメモリアルの名称で開催するようになった。
2020年・2021年大会もチャレンジャーシリーズの一環として開催される予定だったが、新型コロナウィルスの世界的な流行により、中止となった。

## 歴代メダリスト

### 男子シングル
| 年      | 開催地         | 金                           | 銀                           | 銅                         |
| ------- | -------------- | ---------------------------- | ---------------------------- | -------------------------- |
| 1993    | ブラチスラヴァ | ミカエル・シュメルキン       | ケレケシュ・ジョルト         |                            |
| 1994    | ブラチスラヴァ | ケレケシュ・ジョルト         |                              |                            |
| 1995    | ブラチスラヴァ | スタニック・ジャネット       |                              |                            |
| 1996    | ブラチスラヴァ | ロマン・セロフ               | アンソニー・リュウ           | Matthew Kessinger          |
| 1997    | ブラチスラヴァ | アンソニー・リュウ           | アレクセイ・コズロフ         | パトリック・シュミット     |
| 1998    | ブラチスラヴァ | ローラン・トベル             | ジェイソン・デノミー         | エフゲニー・プリウタ       |
| 1999    | ブラチスラヴァ | ティエリー・セレス           | スタニック・ジャネット       | フレデリック・ダンビエ     |
| 2000    | ブラチスラヴァ | ヴァンサン・レステンクール   | ドミトリー・ドミトレンコ     | シルビオ・スマルン         |
| 2001    | ブラチスラヴァ | スタニスラフ・ティムチェンコ | ローベルト・カジミール       | ヴィタリー・ダニルチェンコ |
| 2002    | ブラチスラヴァ | ステファン・ランビエール     | シュテファン・リンデマン     | グレゴール・ウルバス       |
| 2003    | ブラチスラヴァ | ナイデン・ボリチェフ         | シュテファン・リンデマン     | カレル・ゼレンカ           |
| 2004    | ブラチスラヴァ | シュテファン・リンデマン     | ケビン・ヴァン・デル・ペレン | トリスタン・カズンズ       |
| 2005    | ブラチスラヴァ | スコット・スミス             | ケビン・ヴァン・デル・ペレン | トマシュ・ベルネル         |
| 2006    | ブラチスラヴァ | グレゴール・ウルバス         | Jordan Miller                | イゴール・マチプラ         |
| 2007    | ブラチスラヴァ | ケビン・ヴァン・デル・ペレン | ニコラス・ラローシュ         | グレゴール・ウルバス       |
| 2008    | ブラチスラヴァ | 中庭健介                     | パオロ・バッキーニ           | ジャマル・オスマン         |
| 2009    | ピエシュチャニ | 中庭健介                     | ヴィクトール・ファイファー   | ジャマル・オスマン         |
| 2010    | ブラチスラヴァ | 佐々木彰生                   | キム・ルシーヌ               | アントン・コワレフスキー   |
| 2011    | ブラチスラヴァ | 村上大介                     | ケビン・ヴァン・デル・ペレン | サミュエル・コンテスティ   |
| 2012    | ブラチスラヴァ | 町田樹                       | 村上大介                     | トマシュ・ベルネル         |
| 2013    | ブラチスラヴァ | トマシュ・ベルネル           | 無良崇人                     | ペーター・リーベルス       |
| 2014 CS | ブラチスラヴァ | スティーブン・キャリエール   | キム・ジンソ                 | ゴルジェイ・ゴルシュコフ   |
| 2015 CS | ブラチスラヴァ | ジェイソン・ブラウン         | ミハイル・コリヤダ           | ゴルジェイ・ゴルシュコフ   |
| 2016 CS | ブラチスラヴァ | セルゲイ・ボロノフ           | ケヴィン・レイノルズ         | ロマン・サヴォシン         |
| 2017 CS | ブラチスラヴァ | ミハイル・コリヤダ           | セルゲイ・ボロノフ           | ブレンダン・ケリー         |
| 2018 CS | ブラチスラヴァ | ミハイル・コリヤダ           | セルゲイ・ボロノフ           | 田中刑事                   |
| 2019 CS | ブラチスラヴァ | ドミトリー・アリエフ         | マッテオ・リッツォ           | デニス・ヴァシリエフス     |
| 2020    | 中止           | 中止                         | 中止                         | 中止                       |
| 2021    | 中止           | 中止                         | 中止                         | 中止                       |
| 2022 CS | ブラチスラヴァ | ガブリエレ・フランジパーニ   | チャ・ジュンファン           | デニス・ヴァシリエフス     |
| 2023 CS | ブラチスラヴァ | ガブリエレ・フランジパーニ   | ニカ・エガーゼ               | マーク・ゴロニツキー       |
| 2024 CS | ブラチスラヴァ | ダニエル・グラスル           | ニコライ・メモラ             | コレイ・サーセリ           |

### 女子シングル
| 年      | 開催地         | 金                                   | 銀                               | 銅                             |
| ------- | -------------- | ------------------------------------ | -------------------------------- | ------------------------------ |
| 1993    | ブラチスラヴァ | モイツァ・コバチ                     |                                  |                                |
| 1994    | ブラチスラヴァ | イレナ・ゼマノワ                     |                                  |                                |
| 1995    | ブラチスラヴァ | クリスティーナ・チャコ               | ヴァネッサ・グスメロリ           | ユリア・ラウトワ               |
| 1996    | ブラチスラヴァ | スヴェトラーナ・ブカレワ             | ツベテリーナ・アブラシェワ       | アンジェラ・ニコディノフ       |
| 1997    | ブラチスラヴァ | サビーナ・ヴォイタラ                 | モイツァ・コバチ                 | Tatiana Plusheva               |
| 1998    | ブラチスラヴァ | ズザナ・パウロヴァー                 | モイツァ・コバチ                 | Christina Reidel               |
| 1999    | ブラチスラヴァ | ズザナ・パウロヴァー                 | サビーナ・ヴォイタラ             | Nina Sackerer                  |
| 2000    | ブラチスラヴァ | ガリーナ・マニアチェンコ             | アンバー・コーウィン             | サビーナ・ヴォイタラ           |
| 2001    | ブラチスラヴァ | シェベシュチェーン・ユーリア         | ユリア・ラウトワ                 | モイツァ・コバチ               |
| 2002    | ブラチスラヴァ | カロリーナ・コストナー               | サラ・マイアー                   | シェベシュチェーン・ユーリア   |
| 2003    | ブラチスラヴァ | ガリーナ・マニアチェンコ             | シェベシュチェーン・ユーリア     | ユリア・ラウトワ               |
| 2004    | ブラチスラヴァ | パヴク・ヴィクトーリア               | ジェナ・マッコーケル             | ズザナ・バビャコヴァー         |
| 2005    | ブラチスラヴァ | シェベシュチェーン・ユーリア         | アリッサ・シズニー               | アンバー・コーウィン           |
| 2006    | ブラチスラヴァ | メーガン・ウィリアムズ＝スチュワート | シェベシュチェーン・ユーリア     | イヴァナ・レイトマエロヴァ     |
| 2007    | ブラチスラヴァ | シェベシュチェーン・ユーリア         | ミシェル・ボウロス               | ジェナ・マッコーケル           |
| 2008    | ブラチスラヴァ | イヴァナ・レイトマエロヴァ           | トゥーバ・カラデミル             | ザラ・ヘッケン                 |
| 2009    | ピエシュチャニ | 高山睦美                             | ケルシュティン・フランク         | イザベル・ピエマン             |
| 2010    | ブラチスラヴァ | 今井遥                               | ヴァレンティーナ・マルケイ       | パドリツィア・グレシュチッチ   |
| 2011    | ブラチスラヴァ | マエ＝ベレニス・メイテ               | 石川翔子                         | レナ・マロコ                   |
| 2012    | ブラチスラヴァ | ジェナ・マッコーケル                 | モニカ・シマンチコワ             | エリスカ・ブレジノワ           |
| 2013    | ブラチスラヴァ | 今井遥                               | ニコル・ゴスヴィアニ             | クリスティーナ・ガオ           |
| 2014 CS | ブラチスラヴァ | ロベルタ・ロデギエーロ               | ヨシ・ヘルゲソン                 | アシュリー・ケイン             |
| 2015 CS | ブラチスラヴァ | エフゲニア・メドベージェワ           | アンナ・ポゴリラヤ               | マリア・アルテミエワ           |
| 2016 CS | ブラチスラヴァ | マリア・ソツコワ                     | ユリア・リプニツカヤ             | マライア・ベル                 |
| 2017 CS | ブラチスラヴァ | エフゲニア・メドベージェワ           | 本郷理華                         | エレーナ・ラジオノワ           |
| 2018 CS | ブラチスラヴァ | 紀平梨花                             | エリザヴェート・トゥルシンバエワ | スタニスラワ・コンスタンチノワ |
| 2019 CS | ブラチスラヴァ | アレクサンドラ・トゥルソワ           | 坂本花織                         | キム・ハヌル                   |
| 2020    | 中止           | 中止                                 | 中止                             | 中止                           |
| 2021    | 中止           | 中止                                 | 中止                             | 中止                           |
| 2022 CS | ブラチスラヴァ | イザボー・レヴィト                   | ララ・ナキ・グットマン           | イ・ヘイン                     |
| 2023 CS | ブラチスラヴァ | キム・チェヨン                       | イ・ヘイン                       | マデリン・シーザス             |
| 2024 CS | ブラチスラヴァ | ユン・アソン                         | マリア・セニウ                   | ララ・ナキ・グットマン         |

### ペア
| 年         | 開催地         | 金                                                          | 銀                                                          | 銅                                                        |
| ---------- | -------------- | ----------------------------------------------------------- | ----------------------------------------------------------- | --------------------------------------------------------- |
| 1993 -1995 | ブラチスラヴァ | 非実施                                                      | 非実施                                                      | 非実施                                                    |
| 1996       | ブラチスラヴァ | ヴィクトリア・マキシウタ and ウラジスラフ・ゾフニルスキー   | Naomi Grabow and Benjamin Oberman                           | ヴェロニカ・ヨウカロヴァー and オット・ドゥラボラ         |
| 1997       | ブラチスラヴァ | ドロタ・ザゴルスカ and マリウス・シュデク                   | カテジナ・ベラーンコヴァー and オット・ドゥラボラ           | マリア・クラシルツェワ and アレクサンドル・チェストニク   |
| 1998       | ブラチスラヴァ | カテジナ・ベラーンコヴァー and オット・ドゥラボラ           | オリガ・ベシュテンディゴヴァー and ヨゼフ・ベシュテンディク | Katsjarina Danko and Henadzi Yemelyanenko                 |
| 1999       | ブラチスラヴァ | ヴィクトリア・マキシウタ and ヴィタリー・ドゥビナ           | オリガ・ベシュテンディゴヴァー and ヨゼフ・ベシュテンディク | -                                                         |
| 2000       | ブラチスラヴァ | ドロタ・ザゴルスカ and マリウス・シュデク                   | デャナ・リシュコヴァー and ウラジミール・フタース           | ジェシカ・ミラー and ジェフリー・ワイス                   |
| 2001       | ブラチスラヴァ | オリガ・ベシュテンディゴヴァー and ヨゼフ・ベシュテンディク | Michela Cobisi and Ruben De Pra                             | ミハエラ・クルトスカー and マレク・セドルマイェル         |
| 2002       | ブラチスラヴァ | マリヤ・ゲラシメンコ and ウラジミール・フタース             | アンドレア・ヴァルゴヴァー and マレク・セドルマイェル       | -                                                         |
| 2003       | ブラチスラヴァ | 非実施                                                      | 非実施                                                      | 非実施                                                    |
| 2004       | ブラチスラヴァ | アリオナ・サフチェンコ and ロビン・ゾルコーヴィ             | ミリツァ・ブロゾヴィチ and ウラジミール・フタース           | -                                                         |
| 2005 -2006 | ブラチスラヴァ | 非実施                                                      | 非実施                                                      | 非実施                                                    |
| 2007       | ブラチスラヴァ | ミレーヌ・ブロデューア and ジョン・マッタータル             | Becky Cosford and Brian Shales                              | -                                                         |
| 2008       | ブラチスラヴァ | 非実施                                                      | 非実施                                                      | 非実施                                                    |
| 2009       | ピエシュチャニ | マイリン・ハウシュ and ダニエル・ヴェンデ                   | エカテリーナ・シェレメティエワ and エゴール・チュジン       | ジェシカ・クレンショー and チャド・ツァングリス           |
| 2010       | ブラチスラヴァ | 非実施                                                      | 非実施                                                      | 非実施                                                    |
| 2011       | ブラチスラヴァ | タチアナ・ボロソジャル and マキシム・トランコフ             | ステファニア・ベルトン and オンドレイ・ホタレック           | リュボーフィ・イリュシェチキナ and ノダリー・マイスラーゼ |
| 2012       | ブラチスラヴァ | アナスタシヤ・マルチュシェワ and アレクセイ・ロゴノフ       | ステファニア・ベルトン and オンドレイ・ホタレック           | ニコーレ・デラ・モニカ and マッテオ・グアリーゼ           |
| 2013       | ブラチスラヴァ | グレッチェン・ドンラン and アンドリュー・スペロフ           | アナスタシヤ・マルチュシェワ and アレクセイ・ロゴノフ       | アレクサ・シメカ and クリス・クニエリム                   |
| 2014       | ブラチスラヴァ | 非実施                                                      | 非実施                                                      | 非実施                                                    |
| 2015 CS    | ブラチスラヴァ | クセニヤ・ストルボワ and ヒョードル・クリモフ               | クリスティーナ・アスタホワ and アレクセイ・ロゴノフ         | エフゲーニヤ・タラソワ and ウラジミール・モロゾフ         |
| 2016 CS    | ブラチスラヴァ | エフゲーニヤ・タラソワ and ウラジミール・モロゾフ           | 川口悠子 and アレクサンドル・スミルノフ                     | ナタリア・ザビアコ and アレクサンドル・エンベルト         |
| 2017 CS    | ブラチスラヴァ | ナタリア・ザビアコ and アレクサンドル・エンベルト           | クリスティーナ・アスタホワ and アレクセイ・ロゴノフ         | アリサ・エフィモワ and アレクサンドル・コロヴィン         |
| 2018 CS    | ブラチスラヴァ | アシュリー・ケイン and ティモシー・ルデュク                 | ディアナ・ステラート and ネイサン・バーソロメイ             | Lina Kudriavtseva and イリヤ・スピリドノフ                |
| 2019       | ブラチスラヴァ | 非実施                                                      | 非実施                                                      | 非実施                                                    |
| 2020       | 中止           | 中止                                                        | 中止                                                        | 中止                                                      |
| 2021       | 中止           | 中止                                                        | 中止                                                        | 中止                                                      |
| 2022 -2024 | ブラチスラヴァ | 非実施                                                      | 非実施                                                      | 非実施                                                    |

### アイスダンス
| 年      | 開催地         | 金                                                    | 銀                                                        | 銅                                                      |
| ------- | -------------- | ----------------------------------------------------- | --------------------------------------------------------- | ------------------------------------------------------- |
| 1993    | ブラチスラヴァ | マリナ・アニシナ and グウェンダル・ペーゼラ           |                                                           |                                                         |
| 1994    | ブラチスラヴァ | Lynn Burton and Duncan Lenard                         |                                                           |                                                         |
| 1995    | ブラチスラヴァ | マリアンヌ・アグノエル and ロマン・アグノエル         |                                                           |                                                         |
| 1996    | ブラチスラヴァ | Kornelia Barany and Andras Rozsnik                    |                                                           |                                                         |
| 1997    | ブラチスラヴァ | アガタ・ブワジョフスカ and マルチン・コズベク         | ズザナ・メルゾヴァー and トマーシュ・モルバヘル           | Angelika Führing and Bruno Ellinger                     |
| 1998    | ブラチスラヴァ | ズザナ・メルゾヴァー and トマーシュ・モルバヘル       | ズザナ・デュルコウスカー and マリャーン・メサーロシュ     | -                                                       |
| 1999    | ブラチスラヴァ | アガタ・ブワジョフスカ and マルチン・コズベク         | カテジナ・コヴァロヴァー and ダヴィト・シュルマン         | Nadine Lesaout and Emmanuel Huet                        |
| 2000    | ブラチスラヴァ | ヴェロニク・ドロベル and オリヴィエ・シャピュイ       | Pamela O'Connor and Jonathon O'Dougherty                  | Marta Paoletti and アレッサンドロ・イタリアーノ         |
| 2001    | ブラチスラヴァ | ユリア・ゴロヴィナ and オレグ・ボイコ                 | ヴェロニカ・モラーフコヴァー and イジー・プロハースカ     | カロリーヌ・トリュオン and Sylvain Longchambon          |
| 2002    | ブラチスラヴァ | ユリア・ゴロヴィナ and オレグ・ボイコ                 | ヴェロニカ・モラーフコヴァー and イジー・プロハースカ     | Pamela O'Connor and Jonathon O'Dougherty                |
| 2003    | 非実施         | 非実施                                                | 非実施                                                    | 非実施                                                  |
| 2004    | ブラチスラヴァ | アンナ・ザドロズニュク and セルゲイ・ベルビーロ       | フィリッパ・トウラー＝グリーン and フィリップ・プール     | イヴァナ・ドゥルホポルチェコヴァー and ヒネク・ビーレク |
| 2005    | ブラチスラヴァ | アーラ・ベクナザロワ and ウラジミール・ズーエフ       | オルガ・アキモワ and アレクサンドル・シャカロフ           | カミラ・ハーイコバー and ダビト・ビンツォウル           |
| 2006    | ブラチスラヴァ | 非実施                                                | 非実施                                                    | 非実施                                                  |
| 2007    | ブラチスラヴァ | イザベル・ドロベル and オリヴィエ・シェーンフェルダー | バルボラ・ジルナ and ドミトロ・マツユーク                 | アナスタシア・グレベンキナ and ヴァズゲン・アズロヤン   |
| 2008    | ブラチスラヴァ | ネッリ・ジガンシナ and アレクサンダー・ガージ         | カロリーナ・ヘルマン and ダニエル・ヘルマン               | ナタリア・ミハイロワ and アルカジー・セルゲーエフ       |
| 2009    | ピエシュチャニ | ホフマン・ノーラ and マキシム・ザボジン               | クリスティーナ・バイアー and ウィリアム・バイアー         | カミラ・ハーイコバー and ダビト・ビンツォウル           |
| 2010    | ブラチスラヴァ | ホフマン・ノーラ and マキシム・ザボジン               | ルツィエ・ミズリヴェチュコヴァー and マチェイ・ノヴァーク | ネッリ・ジガンシナ and アレクサンダー・ガージ           |
| 2011    | ブラチスラヴァ | ネッリ・ジガンシナ and アレクサンダー・ガージ         | ロレンツァ・アレッサンドリーニ and シモーネ・バトゥーリ   | ユリア・ズロビナ and アレクセイ・シトニコフ             |
| 2012    | ブラチスラヴァ | ケイトリン・ウィーバー and アンドリュー・ポジェ       | ロレンツァ・アレッサンドリーニ and シモーネ・バトゥーリ   | シャルロッテ・エイケン and ジョシュ・ウィッドボーン     |
| 2013    | ブラチスラヴァ | ペニー・クームズ and ニコラス・バックランド           | シャルレーヌ・ギニャール and マルコ・ファッブリ           | ターニャ・コルベ and ステファノ・カルーゾ               |
| 2014 CS | ブラチスラヴァ | マイア・シブタニ and アレックス・シブタニ             | シャルレーヌ・ギニャール and マルコ・ファッブリ           | フェデリカ・テスタ and ルカーシュ・チェーレイ           |
| 2015 CS | ブラチスラヴァ | パイパー・ギレス and ポール・ポワリエ                 | ペニー・クームズ and ニコラス・バックランド               | マイア・シブタニ and アレックス・シブタニ               |
| 2016 CS | ブラチスラヴァ | エカテリーナ・ボブロワ and ドミトリー・ソロビエフ     | マディソン・チョック and エヴァン・ベイツ                 | ティファニー・ザホースキ and ジョナサン・ゲレイロ       |
| 2017 CS | ブラチスラヴァ | エカテリーナ・ボブロワ and ドミトリー・ソロビエフ     | レイチェル・パーソンズ and マイケル・パーソンズ           | ベティナ・ポポワ and セルゲイ・モズゴフ                 |
| 2018 CS | ブラチスラヴァ | ヴィクトリヤ・シニツィナ and ニキータ・カツァラポフ   | ロレイン・マクナマラ and クイン・カーペンター             | ベティナ・ポポワ and セルゲイ・モズゴフ                 |
| 2019 CS | ブラチスラヴァ | ヴィクトリヤ・シニツィナ and ニキータ・カツァラポフ   | サラ・ウルタド and キリル・ハリャヴィン                   | ロレイン・マクナマラ and クイン・カーペンター           |
| 2020    | 中止           | 中止                                                  | 中止                                                      | 中止                                                    |
| 2021    | 中止           | 中止                                                  | 中止                                                      | 中止                                                    |
| 2022 CS | ブラチスラヴァ | マージョリー ラジョワ and ザカリー・ラガ              | Eva Pate and ローガン・バイ                               | Marie Dupayage Thomas Nabais                            |
| 2023 CS | ブラチスラヴァ | ライラ・フィアー and ルイス・ギブソン                 | ダイアナ・デイビス and グレブ・スモルキン                 | ナタリー・タシュレロバー フィリップ・タシュラー         |
| 2024 CS | ブラチスラヴァ | ライラ・フィアー and ルイス・ギブソン                 | ダイアナ・デイビス and グレブ・スモルキン                 | オリヴィア・スマート and ティム・ディーク               |